# Karl Friedrich Rammelsberg
Karl Friedrich Rammelsberg (Berlino, 1º aprile 1813 – Groß-Lichterfelde, 28 dicembre 1899) è stato un chimico e mineralogista tedesco, famoso per i suoi studi di analisi chimica sui minerali e per i suoi numerosi testi di cristallografia, mineralogia e metallurgia.

## Vita
Karl Friedrich Rammelsberg si dedicò dapprima alla farmacia, quindi nel periodo 1833-1837 studiò scienze naturali a Berlino, in particolare chimica e mineralogia. Ottenne l'abilitazione nel 1841, e nel 1845 divenne professore straordinario all'Università. Nel 1850 fu nominato docente di chimica e mineralogia all'Istituto Industriale Reale di Berlino e tenne lezioni anche presso l'Accademia mineraria. Nel 1874 divenne il secondo professore ordinario di chimica presso l'Università e fu direttore del secondo istituto chimico. Morì nel 1899 a Gross Lichterfelde, un sobborgo a sud-ovest di Berlino.

## Contributi
Rammelsberg fu considerato un'autorità per la chimica dei minerali e acquisì notevoli meriti con le sue analisi. Molti minerali furono analizzati per la prima volta da lui; alcuni di questi minerali sono augite, franklinite e tephroite. Fu il primo a descrivere la magnesioferrite e la tachidrite.
La sua vasta collezione mineralogica fu acquisita nel 1879 dalla Humboldt-Universität zu Berlin. Nel 2009 molte raccolte anche di minerali furono esposte nel nuovo Museum für Naturkunde di Berlino.

## Opere
Rammelsberg fu autore di più di 350 articoli su riviste scientifiche. Scrisse inoltre vari testi di mineralogia, metallurgia e strutturistica, tra i quali:
- (DE) Lehrbuch der Stöchiometrie und der allgemeinen theoretischen Chemie, Berlino, Lüderitz, 1842.
- (DE) Lehrbuch der chemischen Metallurgie, Berlino, Lüderitz, 1850.
- (DE) Lehrbuch der Kristallkunde, Berlino, Jeanrenaud, 1852.
- (DE) Handbuch der kristallographischen Chemie, Berlino, Jeanrenaud, 1855.
- (DE) Handbuch der Mineralchemie, Lipsia, Engelmann, 1860.
- (DE) Leitfaden für die quantitative chemische Analyse besonders der Mineralien und Hüttenprodukte, Berlino, Lüderitz, 1863.
- (DE) Ueber die meteoriten und ihre beziehungen zur erde, Berlino, Lüderitz, 1872.
- (DE) Grundriss der Chemie gemäss den neueren Ansichten, Berlino, Habel, 1874.
- (DE) Handbuch der krystallographisch-physikalischen Chemie, Lipsia, Engelmann, 1882.
- (DE) Elemente der Kristallographie für Chemiker, Berlino, Habel, 1883.

## Riconoscimenti
Rammelsberg divenne socio di varie accademie scientifiche, tra le quali: Accademia delle Scienze di Berlino (1855), Accademia Bavarese delle Scienze (1859), Accademia delle Scienze di Torino (1897). Porta il suo nome il minerale rammelsbergite.